# Universitätsbibliothek Eichstätt-Ingolstadt
Die Universitätsbibliothek Eichstätt-Ingolstadt ist eine Dienstleistungseinrichtung der Katholischen Universität Eichstätt-Ingolstadt mit Standorten in Eichstätt und Ingolstadt. Die Universitätsbibliothek ist Mitglied im Bibliotheksverbund Bayern. Mit circa 2 Millionen Medien gehört sie zu den größten Bibliotheken in Bayern. Sie ist Mitglied der Arbeitsgemeinschaft Katholisch-Theologischer Bibliotheken (AKThB).

## Geschichte
Als erster Vorläufer wurde 1710 die Bibliothek des Eichstätter Klerikalseminars gegründet. Die Staatliche Bibliothek Eichstätt übernahm 1806 die Bestände der Einrichtungen des Hochstifts Eichstätt. Die Staatliche Bibliothek, die Seminar-Bibliothek und weitere Bibliotheken wurden 1982 durch die Universitätsbibliothek Eichstätt-Ingolstadt übernommen. Die Zentralbibliothek wurde von 1984 bis 1987 unter der Leitung des Architekten Günter Behnisch bzw. seines Büros Behnisch & Partner neu gebaut. Das Gebäude, konzipiert als sternförmiger Flachbau in Stahlskelettkonstruktion, beherbergt neben der Zentralbibliothek auch Büro- und Seminarräume sowie das Sprachlabor und das Fotolabor. In diesem Gebäude befindet sich auch ein Teil des Magazins der Bibliothek.
1988 entstand die Zweigbibliothek Ingolstadt.
Wegen Platzproblemen in Eichstätt wurde 2012 unterirdisch am Kloster Rebdorf ein neues Magazingebäude für eine Million Bücher fertiggestellt. Neben Beständen aus aufgehobenen Klosterbibliotheken sollen Zeitschriftenjahrgänge, die älter als 15 Jahre sind, und weniger genutzte Bestände aller Eichstätter Bibliotheksstandorte in das Magazin überführt werden. Das Gebäude hat eine Länge von 130 Metern und eine Breite von 22 Metern und ist mit einer elektronisch gesteuerten Kompaktregalanlage ausgestattet.

## Aufbau
Die Universitätsbibliothek Eichstätt-Ingolstadt gliedert sich in folgende Standorte:
- Zentralbibliothek
- Teilbibliothek 1 „Ulmer Hof“
- Teilbibliothek 2 „Aula“
- Teilbibliothek 3 „Hofgarten“ (Abteilung Historische Bestände / ehemalige Staats- und Seminarbibliothek)
- Zweigbibliothek Ingolstadt[6]

## Bestand
Der Buch- und Medienbestand der Universitätsbibliothek Eichstätt-Ingolstadt umfasst rund zwei Millionen Bände, mehr als 1.100 laufende Zeitschriften und Zeitungen und bietet den Online-Zugriff auf mehr 160.000 E-Books und etwa 66.000 E-Journals.
Die Zentralbibliothek umfasst Werke aus den Fachbereichen Geschichtswissenschaft, Sprach- und Literaturwissenschaft, Klassische Philologie, Kunstgeschichte, Klassische Archäologie, Anglistik, Romanistik, Germanistik, Slawistik, Politikwissenschaft und Volkskunde. Außerdem befinden sich dort u. a. die Zeitschriftensammlung, die Schulbuch- und Lehrbuchsammlung sowie Allgemeine Nachschlagewerke.
Die Teilbibliothek 1 „Ulmer Hof“ umfasst die Fachbereiche Theologie, Philosophie und Musikwissenschaft.
Die Teilbibliothek 2 „Aula“ beherbergt Werke aus den Fachbereichen Geographie, Journalistik, Mathematik, Informatik, Naturwissenschaften, Medizin, Pädagogik, Psychologie, Soziologie, Sport und Wirtschaftswissenschaften.
Die Teilbibliothek 3 "Hofgarten" / ehemalige Staats- und Seminarbibliothek beherbergt die Abteilung Historische Bestände mit 6.144 Handschriften (davon circa 450 mittelalterliche Handschriften, circa 2.700 neuzeitliche Handschriften sowie circa 3.000 Musikhandschriften), mehr als 1.290 Bände mit 1.731 Inkunabeln, die Graphische Sammlung, 130 Nachlässe, 18 Vereins- und Verlagsarchive (u. a. Kösel-Verlag) sowie Bestände der Staats- und Seminarbibliothek mit etwa 150.000 historischen Drucken (vor 1830 erschienen). Herausstechende Zimelie ist eine altkolorierte Prachtausgabe des Pflanzenbuchs Hortus Eystettensis von 1613.
Die Zweigbibliothek Ingolstadt mit den Fächern Wirtschaftswissenschaften, Rechtswissenschaften, Mathematik und Informatik wurde im Gebäude des ehemaligen Seminars der Steyler Missionare eingerichtet. 1988/1989 wurde dieses Seminar unter der Leitung von Wilhelm Kücker zum Hauptgebäude der neugeschaffenen Wirtschaftswissenschaftlichen Fakultät umgebaut; einen Teil des Gebäudes nehmen die Räumlichkeiten der Bibliothek ein.